# Francesca Orsini
Francesca Orsini (1966) es una académica italiana de literatura de Asia del Sur. Actualmente es profesora de literatura hindi y de Asia del Sur en la Escuela de Estudios Orientales y Africanos de la Universidad de Londres. Antes de irse a Londres en 2006, fue profesora de educación superior en la Universidad de Cambridge. Para el año académico 2013-14, fue Mary I. Bunting Institute Fellow en el Instituto de Estudios Avanzados Radcliffe de la Universidad de Harvard.

## Vida personal
En 1998 se casó con Peter Kornicki, un japonólogo inglés. Orsini tiene ciudadanía italiana y no ha solicitado la británica ni la residencia permanente.

## Premios
En julio de 2017, Orsini fue elegida miembro de la Academia Británica (FBA), academia nacional del Reino Unido para las humanidades y las ciencias sociales.

## Publicaciones seleccionadas
- Francesca, Orsini (2002). The Hindi Public Sphere 1920-1940: Language and Literature in the Age of Nationalism. Oxford: Oxford University Press. ISBN 978-0195650846.
- Orsini, Francesca (2004). The Oxford India Premchand. Oxford: Oxford University Press. ISBN 978-0195665017.
- Orsini, Francesca, ed. (2006). Love in South Asia: A Cultural History. Cambridge: Cambridge University Press. ISBN 978-0521856782.
- Orsini, Francesca (2009). Print and Pleasure: Popular Literature and Entertaining Fictions in Colonial North India. Delhi: Permanent Black. ISBN 978-8178242491.
- Orsini, Francesca (2009). The Hindi Public Sphere 1920–1940: Language and Literature in the Age of Nationalism. New Dehli: OUP India. ISBN 978-0199088805.
- Orsini, Francesca (2010). Before the Divide: Hindi and Urdu Literary Culture. Telangana: Orient BlackSwan. ISBN 978-8125038290.
- Orsini, Francesca; Sheikh, Samira, eds. (2014). After Timur Left: Culture and Circulation in Fifteenth-century North India. Oxford: Oxford University Press. ISBN 978-0199450664.
- Orsini, Francesca; Butler Schofield, Katherine, eds. (2015). Tellings and Texts: Music, Literature and Performance in North India. Open Book Publishers. ISBN 978-1783741021.